# 比西尼 (沃州)
比西尼（法語：Bussigny；2014年之前名为洛桑附近比西尼 (Bussigny-près-Lausanne)）是瑞士联邦西部法语区的沃州下设的一个镇。在行政上属于西洛桑区管辖。比西尼的总面积为4.82平方公里。截至2007年，总人口为7,645。

## 地理
比西尼位于莱芒湖以北，西以沃诺日河为界。东距洛桑不到10公里。

## 名人
谢尔盖·阿什万登，瑞士柔道运动员，北京奥运会铜牌得主，在此长大。